# Madeleine Renaud
Madeleine Renaud, född 21 februari 1900 i Paris, död 23 september 1994, var en fransk skådespelerska och teaterledare. Vid Comédie Française (1921-1947) utvecklades hon från att framställa ungflickor till att bli en karaktärsskådespelare. Från 1947 ledde hon i samarbete med sin man Jean-Louis Barrault en rad teatrar. Hon gjorde flera stora rollfigurer i nyare fransk dramatik, speciellt av Paul Claudel, Samuel Beckett och Marguerite Duras.
Renaud var också aktiv som filmskådespelare; hennes karriär sträckte sig från stumfilmen Vent debout 1923 till Marguerite Duras film Des journées entières dans les arbres 1976.